# Liste der Monuments historiques in Fontenay (Vosges)
Die Liste der Monuments historiques in Fontenay führt die Monuments historiques in der französischen Gemeinde Fontenay auf.

## Liste der Objekte
| Bezeichnung                  | Beschreibung | Standort                        | Kennzeichnung | Schutzstatus | Datum | Bild |
| ---------------------------- | ------------ | ------------------------------- | ------------- | ------------ | ----- | ---- |
| Skulptur Heiliger Laurentius | Stein, 1575  | in der Kirche St-Laurent (Lage) | PM88000345    | Classé       | 1964  |      |